# Чхалта (река)
Чха́лта (груз. ჩხალთა, абх. Чхалҭа) или Адзгара (абх. Аӡӷара), Ацгара) — река в Абхазии, между Главным Кавказским хребтом и Чхалтским хребтом.
Образуется под перевалом Аданге слиянием рек Аданге и Марух. Впадает в реку Кодор (у впадения Чхалты в Кодори, на высоте около 600 м над уровнем моря, находится селение Чхалта).

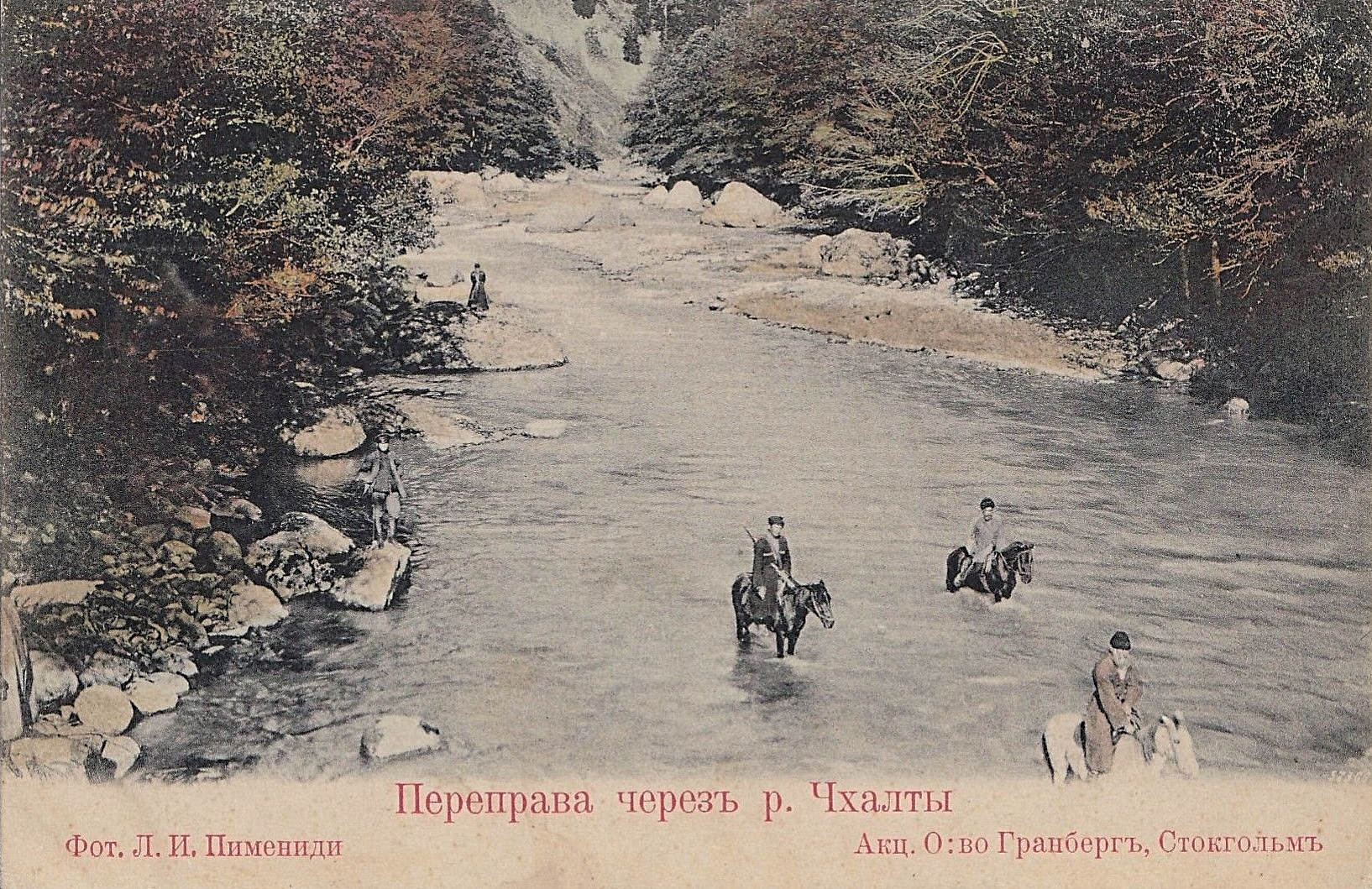
Переправа через реку Чхалты на фото начала XX века

Долина Чхалты глубокая, густо поросшая темно-хвойными и буковыми лесами. Именно вдоль Чхалты гребень ГКХ достигает наибольшей высоты на Западном Кавказе: здесь находится высшая точка Абхазии — Домбай-Ульген (4047 м), 17 вершин гребня (Марух-баши, Аксаут, Софруджу, Птыш и др.) выше 3500 м, и нет седловин ниже 3000 м.
В бассейне Чхалты обнаружены дольмены.